# Octavia Wilberforce
Octavia Wilberforce (Petworth, 1888– 19 de diciembre de 1963) fue una médica inglesa que hizo carrera médica a pesar de la oposición de sus padres, con el apoyo de Elizabeth Robins. Practicaba medicina general en Brighton y dirigía un refugio para mujeres cerca de Henfield. Trató la enfermedad mental de Virginia Woolf, hacia el final de la vida de Woolf. También era amiga de varios miembros del Círculo de Bloomsbury.

## Biografía
Octavia Margaret Wilberforce era la octava hija (primera mujer) de Reginald Garton Wilberforce (1838-1914), hijo de Samuel Wilberforce, y su esposa, Anna Maria Denman (fallecida en 1938), hija de Richard Denman; su bisabuelo fue Thomas Denman, primer barón Denman y su bisabuelo paterno fue William Wilberforce. Nació en Lavington House, Petworth, Sussex, y tuvo poca educación ordinaria. Fue presentada en sociedad como debutante en 1907.
Wilberforce conoció a Elizabeth Robins en 1909. En 1910 llevó a una de las criadas de la familia al hospital y conoció a Louisa Martindale, un contacto influyente. Sus padres planificaron su matrimonio con Charles Buxton, hijo de Sydney Buxton, primer conde Buxton, pero el matrimonio iba en contra de los deseos de ella y lo rechazó. En cambio, ingresó en la Escuela de Medicina para Mujeres de Londres en 1913, comenzando siete años de estudio, y consiguiendo el título en 1920.
Ante el rechazo de su padre de ofrecer cualquier apoyo financiero y al desheredarla, Wilberforce confió principalmente en Robins y Lord Buxton. Tras titularse, trabajó como médica de cabecera de Wilfred Harris en Hospital de St .Mary's, Londres.
Desde 1923, Wilberforce ejercía como médica general en Brighton, y se jubiló en 1954. Robins conoció a Leonard y Virginia Woolf en 1928, en la ceremonia de entrega del Premio Femina - Vie Heureuse; había conocido a Leslie Stephen, el padre de Virginia. Los Woolf llegaron a tratar a Wilberforce, que vivía con Robins en Brighton, a partir de este momento.
Una cita para tomar el té de Wilberforce a los Woolf en Monk's House, Rodmell el 9 de diciembre de 1940 se convirtió en una consulta cuando Leonard Woolf solicitó los servicios de Wilberforce en su capacidad profesional. Posteriormente, Wilberforce asesoró a Virginia sobre el trato que daba a las mujeres exhaustas en Backsettown, una granja perteneciente a Robins. El 27 de marzo de 1941, Leonard llevó a Virginia a la consulta de Wilberforce en Brighton; está recomendó reposo absoluto, en base a un examen físico. Virginia Woolf se suicidó al día siguiente.
Octavia Wilberforce murió el 19 de diciembre de 1963.